# Ясна Поляна (Калтасинський район)
Я́сна Поля́на (рос. Ясная Поляна, башк. Ясная Поляна) — присілок у складі Калтасинського району Башкортостану, Росія. Входить до складу Калтасинської сільської ради.
Населення — 54 особи (2010; 56 у 2002).
Національний склад:
- росіяни — 50 %
- марійці — 35 %